# Franco Ferrari (calciatore 1992)
Franco Ferrari (Rosario, 9 maggio 1992) è un calciatore argentino, difensore svincolato.

## Carriera
Ha giocato nella seconda divisione argentina e nella prima divisione dei campionati greco e cipriota.